# Ray Lewis (Leichtathlet)
Ray Lewis (eigentlich Raymond Gray Lewis; * 8. Oktober 1910 in Hamilton, Ontario; † 15. November 2003 ebenda) war ein kanadischer Sprinter. Er war der erste Afrokanadier, der eine Medaille bei den Olympischen Spielen gewann.
Lewis war Mitglied der kanadischen Mannschaft, die bei den Olympischen Spielen 1932 in Los Angeles die Bronzemedaille in der 4-mal-400-Meter-Staffel gewann. Über 400 m erreichte er das Viertelfinale.
Zwei Jahre später schied er bei den British Empire Games in London über 440 Yards im Halbfinale aus und holte mit der kanadischen 4-mal-440-Yards-Stafette Silber. 
Seine persönliche Bestzeit über 440 Yards von 48,5 s stellte er 1934 auf.
1938 beendete Lewis seine sportliche Laufbahn und arbeitete noch bis 1952 als Gepäckträger bei der kanadischen Eisenbahngesellschaft Canadian Pacific Railway. Er starb am 15. November 2003 im Alter von 93 Jahren in einem Krankenhaus seiner Heimatstadt an den Folgen eines Sturzes, den er vier Wochen zuvor erlitten hatte.